# Jay Acovone
Jay Acovone (ur. 20 sierpnia 1955 w Mahopac) – amerykański aktor telewizyjny, teatralny i filmowy.

## Życiorys

### Wczesne lata
Urodził się w Mahopac w stanie Nowy Jork jako najmłodsze z trojga dzieci. Jego rodzina zajmowała się biznesem czyszczenia. W 1973 roku ukończył Mahopac High School. Mając dziewiętnaście lat zdecydował, że zostanie aktorem. 

### Kariera
Swoją ekranową karierę zapoczątkował gościnnym udziałem w operze mydlanej ABC Wszystkie moje dzieci (All My Children). W 1977 roku ukończył American Academy of Dramatic Arts w Nowym Jorku. Przez osiem miesięcy uczył się także aktorstwa w Lee Strasberg Theater Institute.
W 1980 roku wystąpił na nowojorskiej scenie Boltax Theatre w sztuce Marlon Brando Sat Right Here jako Larry Mastice. Grał potem także w spektaklach: Cap and Bells (1984) jako Fifi La Belle w Judith Anderson Theatre w Nowym Jorku, Asphalt jako Johnny Del Gatto,  Crooks jako Artie oraz On Tina Tuna Walk jako J.J.
Popularność zawdzięcza roli majora Charlesa Kawalsky'ego w serialu Showtime Gwiezdne wrota (Stargate SG-1, 1997-99, 2005). Często grywał role policjantów, m.in. w Terminator 3: Bunt maszyn (Terminator 3: Rise of the Machines, 2003).

## Filmografia

### Filmy fabularne
- 1980: Times Square jako policjant
- 1980: Zadanie specjalne (Cruising) jako Skip Lea
- 1987: Zimna stal (Cold Steel) jako Cookie
- 1991: Szukając sprawiedliwości (Out for Justice) jako Bobby Arms
- 1992: Doktor Mordrid (Doctor Mordrid) jako Tony Gaudio
- 1995: Celny cios (Opposite Corners)
- 1996: Wtajemniczenie (Foxfire) jako Chuck
- 1996: Cięcie (Crosscut) jako Frank
- 1996: Dzień Niepodległości (Independence Day) jako strażnik Area 51
- 1996: Pętla (Snitch) jako Macelroy
- 1996: Podwodna misja (Time Under Fire) jako Schmidt
- 1997: Peacemaker (The Peacemaker) jako policjant
- 1998: Molly jako Jack
- 1998: Lookin' Italian jako Vinny Pallazzo
- 2000: Rodzina Amati (The Amati Girls) jako pan Moltianni
- 2000: Cercasi successo disperatamente
- 2001: Krokodyl Dundee w Los Angeles (Crocodile Dundee in Los Angeles) jako Eric
- 2002: Na własną rękę (Collateral Damage) jako Bennie
- 2003: S.W.A.T. Jednostka Specjalna (S.W.A.T.) jako pilot
- 2003: Terminator 3: Bunt maszyn (Terminator 3: Rise of the Machines) jako policjant
- 2003: Studio City jako Bobby Falcone
- 2004: Pokonać własny cień (Rancid) jako kapitan Peters
- 2005: Sharkskin 6 jako Molina
- 2005: Traci Townsend jako Jesse
- 2006: Wybrukowane dobrymi chęciami (Paved with Good Intentions) jako John Barrhauser
- 2006: World Trade Center jako sąsiad Donny
- 2007: Wzgórza mają oczy 2 (The Hills Have Eyes II) jako dr Wilson
- 2008: InAlienable jako Gerhard

### Filmy TV
- 1986: Waleczne kobiety (Women of Valor) jako kapitan Rader
- 1992: Morderczy romans (A Murderous Affair: The Carolyn Warmus Story) jako Porucznik Robert Carlino
- 1992: Rachunek za śmierć (Quicksand: No Escape) jako detektyw Harris
- 1992: Ojczym 3 (Stepfather III) jako Steve Davis
- 1992: Twardziel (Nails) jako kapitan Evan Graham
- 1993: Skazany na wolność (Marked for Murder) jako Minelli
- 1993: Magik (The Magician) jako David Katz
- 1993: Konflikt interesu (Conflict of Interest) jako detektyw Falcone
- 1993: Ostatni wyścig (Born to Run) jako Richie
- 1994: Lokalne (Locals)
- 1995: Columbo: Strange Bedfellows jako Bruno Romano
- 1996: Zbrodnia stulecia (Crime of the Century) jako sierżant Wallace
- 1997: Nuklearny szantaż (Crash Dive) jako Murphy
- 1998: Na linii strzału (On the Line) jako kapitan Unander
- 2000: Diukowie Hazzardu: Hazzard w Hollywood (The Dukes of Hazzard: Hazzard in Hollywood)
- 2000: Napisała: Morderstwo (Murder, She Wrote: A Story to Die For) jako porucznik detektyw Bob Mankowsky
- 2002: Pamiętnik Czerwonego Pantofelka (Red Shoe Diaries) jako Goucho

### Seriale TV
- 1975: Wszystkie moje dzieci (All My Children) jako sanitariusz
- 1982-84: W poszukiwaniu jutra (Search for Tomorrow) jako Brian Emerson #4
- 1985: Hollywoodzki zwycięzca (Hollywood Beat) jako detektyw Jack Rado
- 1987: Matlock jako dr Bruce Jacobs
- 1987: Werewolf jako Mick
- 1987: Włóczęga z Beverly Hills (Down and Out in Beverly Hills) jako Eddie
- 1987-90: Piękna i bestia (Beauty and the Beast) jako Joe Maxwell
- 1988: Wojna i pamięć (War and Remembrance) jako Quartermaster Maselli (Barracuda)
- 1989: Hardball jako Matelli
- 1990: Napisała: Morderstwo (Murder, She Wrote) jako detektyw sierżant Vinnie Grillo
- 1990: Gliniarz i prokurator (Jake and the Fatman)
- 1993: Obrazek postaci (The Commish) jako Nick Collette
- 1993: Cywilne wojny (Civil Wars)
- 1993: Jedwabne pończoszki (Silk Stalkings) jako Tony Fielding
- 1991: Napisała: Morderstwo (Murder, She Wrote) jako sierżant Nick Acosta
- 1991: Dzieciaki, kłopoty i my (Growing Pains) jako Jake
- 1991: Jedwabne pończoszki (Silk Stalkings) jako Ray
- 1994: Renegat (Renegade) jako brat Mike
- 1994: Napisała: Morderstwo (Murder, She Wrote) jako porucznik Nick Acosta
- 1995: Wysoka fala (High Tide)
- 1995: Nowojorscy gliniarze (NYPD Blue) jako Raymond DiSalvo
- 1995: Matlock jako Joe Ahern
- 1995: Jedwabne pończoszki (Silk Stalkings) jako detektyw Ray Quiller
- 1995: Przyjaciele (Friends) jako strażak Charlie
- 1996: Gliniarz z dżungli (The Sentinel) jako Gary Hendrickson
- 1996: Viper jako Victor Rand
- 1996: Pamiętnik Czerwonego Pantofelka (Red Shoe Diaries) jako Goucho
- 1997: Gwiezdne wrota (Stargate SG-1) jako major Charles Kawalsky
- 1997: Sliders – Piąty wymiar (Sliders) jako dr Tassler
- 1997: Agencja Ochrony (Total Security) jako Tommy Annunziato
- 1997: Renegat (Renegade) jako włamywacz
- 1997: Mroczne niebo (Dark Skies) jako Max Kinkaid
- 1997: Z Archiwum X (The X Files) jako detektyw Curtis
- 1998: Gwiezdne wrota (Stargate SG-1) jako kapitan Charles Kawalsky
- 1998: Jedwabne pończoszki (Silk Stalkings) jako Joey Pantangelo
- 1999: Powrót do Providence (Providence) jako Vincent
- 1999: Sliders – Piąty wymiar (Sliders) jako Ben Siegel III
- 1999: Baza Pensacola (Pensacola: Wings of Gold) jako Johnny Terelli
- 1999: Gwiezdne wrota (Stargate SG-1) jako major Charles Kawalsky
- 1999: Kochanie, zmniejszyłem dzieciaki (Honey, I Shrunk the Kids: The TV Show) jako Frankie Beans
- 1999: Diagnoza morderstwo (Diagnosis Murder) jako Clifton Moloney
- 2000: Sliders – Piąty wymiar (Sliders) jako Stu
- 2000: Kameleon (The Pretender) jako detektyw Stan Brookins
- 2001: JAG – Wojskowe Biuro Śledcze (JAG) jako generał Montrose
- 2001: Niewidzialny człowiek (The Invisible Man) jako O'Ryan
- 2001: Sprawiedliwość na 18. kołach (18 Wheels of Justice) jako agent Billingsley
- 2001: JAG – Wojskowe Biuro Śledcze (JAG) jako pułkownik Harry R. Presser
- 2001: Z Archiwum X (The X Files) jako David Haskell/Duffy Haskell
- 2001: Nowojorscy gliniarze (NYPD Blue) jako Raymond DiSalvo
- 2002: Czarodziejki (Charmed) jako Keats
- 2002: Powrót do Providence (Providence) jako Vincent
- 2003: As the World Turns jako Del Brakett
- 2004: Silne lekarstwo (Strong Medicine) jako Jimmy Gentile
- 2005: Dowody zbrodni (Cold Case) jako Tom Collison
- 2005: CSI: Kryminalne zagadki Nowego Jorku (CSI: NY) jako Paul Gionetti
- 2005: Gwiezdne wrota (Stargate SG-1) jako major Charles Kawalsky
- 2005: Zabójcze umysły (Criminal Minds) jako detektyw Morrison
- 2005: Detektyw Monk (Monk) jako Ray Galardi
- 2005: Las Vegas jako Ray Abazon
- 2006: 24 godziny (24) jako Tom Wagman
- 2008: Szpital miejski (General Hospital) jako Joe Smith
- 2011: Główny podejrzany jako detektyw Miesiąca Nagrody Prezentera
- 2011: Jak poznałem waszą matkę jako Vance
- 2012: Uczciwy przekręt jako Samuel Busey
- 2012: Mentalista jako Nicky Shaw
- 2012: Vegas jako Nicky Tomisano
- 2012: CSI: Kryminalne zagadki Las Vegas jako Tommy Grazetti
- 2013: Agenci NCIS jako Frankie Dean

### Filmy krótkometrażowe
- 2001: Siódmy zmysł (The Seventh Sense) jako Melvin Snow